# Градковский, Валерий Борисович
Валерий Борисович Градковский (род. 29 октября 1963, Ленинград) — российский менеджер культуры. С 2006 года — директор театра имени Ленсовета в Санкт-Петербурге. Заслуженный работник культуры РФ (2010).

## Образование и карьера
Окончил музыкальное училище при Консерватории имени Римского-Корсакова в 1983 году, затем учился в консерватории, но не окончил её. В 1994 году окончил театроведческий факультет ЛГИТМиК по специальности «Организация театрального дела». Был главным администратором Государственной академической Капеллы. Служит в театре имени Ленсовета с 1989 года. Работал главным администратором, впоследствии заместителем директора и директором-распорядителем. В 2006 году был утверждён Комитетом по культуре Правительства Санкт-Петербурга в должности директора театра.

## Награды
- Орден «За заслуги в культуре и искусстве» (3 марта 2025 года) — за заслуги в области культуры и искусства, многолетнюю плодотворную деятельность[3]
- Заслуженный работник культуры РФ (16 февраля 2010 года) — за заслуги в области культуры и многолетнюю плодотворную работу[4][1]
- Благодарность Законодательного Собрания Санкт-Петербурга (23 ноября 2016 года) — за выдающиеся личные заслуги в области культуры и театрального искусства в Санкт-Петербурге и в связи с 25-летием профессиональной деятельности[5]